# Уллукара
Уллукара (Уллу кара, груз. ულუყარა) — вершина Центрального Кавказа, располагающаяся в глубине ущелья Адылсу. Расположена на границе с Грузией, между горой Башкара и пиком Вольной Испании. От горы на север спускается ледник Кашкаташ (карач.-балк. къашха таш — «лысый камень»), на юг — ледник Лехзыр (Лекзири), на восток — часть ледника Башкара.
Название переводится как «большая чёрная гора» (карач.-балк. уллу – «великий», къара — «чёрный»), что по данным А. В. Твердого связано с масштабностью горы и её крутыми бесснежными склонами, которые выделяются на фоне окружающих белоснежных шапок.

## Топографические карты
- Лист карты K-38-26-1.